# Stodilky
Stodilky (ukrainisch Стоділки; russisch Стодолки Stodolki, polnisch Stodułki oder Stodółki) ist ein Dorf in der westukrainischen Oblast Lwiw mit etwa 260 Einwohnern.
Am 12. Juni 2020 wurde das Dorf ein Teil der neu gegründeten Stadtgemeinde Horodok im Rajon Lwiw, bis dahin gehörte es mit den Dörfern Tscherljanske Peredmistja (Черлянське Передмістя), Tscherljany und Uhry zur Landratsgemeinde Uhry im Rajon Horodok.

## Geschichte
Der Name Stodołki wurde im 16. Jahrhundert erwähnt. Der Name bedeutet einige kleine Scheunen (polnisch stodoła).
Er gehörte zunächst zum Lemberger Land in der Woiwodschaft Ruthenien der Adelsrepublik Polen-Litauen. Bei der Ersten Teilung Polens kam das Dorf 1772 zum neuen Königreich Galizien und Lodomerien des habsburgischen Kaiserreichs (ab 1804).

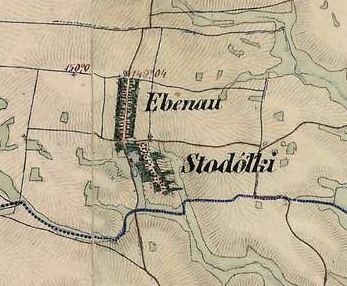
Ebenau und Stodółki auf der Franziszeischen Landesaufnahme um die Mitte des 19. Jahrhunderts

Im Jahre 1900 hatte die Gemeinde Stodułki 28 Häuser mit 174 Einwohnern, davon 99 polnischsprachig, 75 ruthenischsprachig, 95 römisch-katholisch, 79 griechisch-katholisch.
Nach dem Ende des Polnisch-Ukrainischen Kriegs 1919 kam die Gemeinde zu Polen. Im Jahre 1921 hatte die Gemeinde Stodółki 29 Häuser mit 174 Einwohnern, davon 118 Polen, 56 Ruthenen, 97 römisch-katholische, 70 griechisch-katholische.
Im Zweiten Weltkrieg gehörte der Ort zuerst zur Sowjetunion und ab 1941 zum Generalgouvernement, ab 1945 wieder zur Sowjetunion, heute zur Ukraine.

### Ebenau
Im Jahre 1786 im Zuge der Josephinischen Kolonisation wurden auf dem Grund des Dorfes deutsche Kolonisten katholischer Konfession angesiedelt. Die Kolonie wurde Ebenau genannt und wurde eine unabhängige Gemeinde.
Im Jahre 1900 hatte die Gemeinde Ebenau 30 Häuser mit 164 Einwohnern, davon 160 polnischsprachig, 4 ruthenischsprachig, 146 römisch-katholisch, 12 griechisch-katholisch, 6 Juden.
Im Jahre 1921 hatte die Gemeinde Ebenau 28 Häuser mit 174 Einwohnern, davon 84 Polen, 73 Deutsche, 17 Ruthenen, 153 römisch-katholisch, 17 griechisch-katholisch, 4 Juden.
Am 24. Mai 1939 wurde der Name Ebenau auf Stodółki Nowe geändert.